# جوانی (فیلم ۲۰۱۵)
جوانی (ایتالیایی: La giovinezza) فیلمی ایتالیایی در سبک درام به کارگردانی پائولو سورنتینو است که در سال ۲۰۱۵ منتشر شد. از بازیگران آن می‌توان به مایکل کین، هاروی کایتل، جین فوندا، ریچل وایس و پل دانو اشاره کرد.

در دسامبر ۲۰۱۵ جوانی برنده جایزه بهترین فیلم آکادمی فیلم اروپا شد.

## داستان
یک رهبر بازنشسته ارکستر به همراه دختر و دوست او در حال گذراندن تعطیلات در آلپ است که دعوتنامه‌ای از ملکه الیزابت برای اجرای موسیقی در تولد شاهزاده فیلیپ دریافت می‌کند.

## بازیگران
- مایکل کین در نقش Fred Ballinger
- هاروی کایتل در نقش Mick Boyle
- ریچل وایس در نقش Lena Ballinger
- پل دانو در نقش Jimmy Tree
- جین فوندا در نقش Brenda Morel
- رولی سرانو در نقش دیگو مارادونا
- الکس مک‌کوئین در نقش Queen's emissary
- ایان کیر اتارد در نقش Queen's emissary assistant
- لونا میجوویچ در نقش Young masseuse
- رابرت ستهالر در نقش Luca Moroder
- Tom Lipinski در نقش Screenwriter in Love
- کلوئی پیری در نقش Girl screenwriter
- الکس بکت در نقش Intellectual screenwriter
- نیت درن در نقش Funny screenwriter
- مارک جسینر در نقش Shy screenwriter
- اد استوپارد در نقش Julian Boyle
- پالوما فایت در نقش خودش
- مارک کوزلک  در نقش خودش
- مادالینا دیانا گنه‌آ در نقش دوشیزه جهان
- سومی جو در نقش خودش
- ویکتوریا مولاوا  در نقش خودش
- لوردانا کاناتا
- آنا ماری چه
- آلدو رالی
- تاتیانا لوتر